# Episodi di Only Murders in the Building (quarta stagione)
La quarta stagione della serie televisiva Only Murders in the Building, composta da dieci episodi, è stata pubblicata dal 27 agosto al 29 ottobre 2024, sul servizio di video on demand Hulu negli Stati Uniti.
In Italia è stata pubblicata in contemporanea su Disney+, come Star Original.
Il cast principale di questa stagione è composto da Steve Martin, Martin Short, Selena Gomez e Michael Cyril Creighton.
| nº | Titolo originale             | Titolo italiano                      | Pubblicazione     |
| -- | ---------------------------- | ------------------------------------ | ----------------- |
| 1  | Once Upon a Time in the West | C'era una volta il West              | 27 agosto 2024    |
| 2  | Gates of Heaven              | Le porte del paradiso                | 3 settembre 2024  |
| 3  | Two for the Road             | Due per la strada                    | 10 settembre 2024 |
| 4  | The Stunt Man                | Professione pericolo                 | 17 settembre 2024 |
| 5  | Adaptation                   | Il ladro di orchidee                 | 24 settembre 2024 |
| 6  | Blow-Up                      | Blow-Up                              | 1º ottobre 2024   |
| 7  | Valley of the Dolls          | La valle delle bambole               | 8 ottobre 2024    |
| 8  | Lifeboat                     | I prigionieri dell'oceano            | 15 ottobre 2024   |
| 9  | Escape From Planet Klongo    | Fuga dal pianeta Klongo              | 22 ottobre 2024   |
| 10 | My Best Friend's Wedding     | Il matrimonio del mio migliore amico | 29 ottobre 2024   |

## C'era una volta il West
- Titolo originale: Once Upon a Time in the West
- Diretto da: John Hoffman
- Scritto da: John Hoffman e Joshua Allen Griffith

### Trama
Dopo aver terminato la registrazione dell'ultima stagione del podcast, il trio decide di andare nell'appartamento di Charles per festeggiare. Sazz, a cui avevano sparato alla fine della terza stagione, non si trova più nell'appartamento. La mattina seguente Charles le scrive un messaggio al quale il numero di Sazz risponde che ha dovuto volare a Los Angeles per fare da controfigura a Scott Bakula.
Nel frattempo, i tre vengono avvicinati da Bev Melon della Paramount Pictures che propone loro un adattamento cinematografico del podcast così Charles, Oliver e Mabel si recano a Los Angeles per discutere l'affare. Ad una festa organizzata dallo studio, incontrano gli attori che li interpreteranno: Eugene Levy, Zach Galifianakis e Eva Longoria.
Alla festa Charles incontra Scott Bakula al quale chiede notizie di Sazz, ma questi gli dice che la donna non si è mai presentata. Irrequieto, Charles chiede ai suoi compagni di accompagnarlo al plesso di appartamenti di Hollywood dove vive Sazz. Lì, il trio scopre delle annotazioni misteriose su Charles. Dopodiché, di ritorno a New York, i tre scoprono le impronte insanguinate e il foro lasciato dal proiettile nell'appartamento di Charles insieme alle protesi mischiate alle ceneri di Sazz nell'inceneritore dell'Arconia. Infine, la persona misteriosa che aveva scritto a Charles spacciandosi per la donna minaccia apertamente il trio.
- Special guest star: Meryl Streep (Loretta Durkin), Zach Galifianakis (se stesso), Eugene Levy (se stesso), Eva Longoria (se stessa).
- Guest star: Scott Bakula (se stesso), Teddy Coluca (Lester), Molly Shannon (Bev Melon), Catherine Cohen (Trina Brothers), Jin Ha (Marshall P. Pope), Siena Werber (Tawny Brothers).

## Le porte del paradiso
- Titolo originale: Gates of Heaven
- Diretto da: John Hoffman
- Scritto da: Kristin Newman

### Trama
Sospettando che il proiettile che ha ucciso Sazz provenisse da uno degli appartamenti sul lato ovest dell'Arconia, Oliver e Mabel investigano su alcuni residenti. Incontrano Vince Fish, un uomo amichevole che indossa una benda sull'occhio ed una famiglia ispanica (Inez, Alfonso e Ana) i quali li invitano a giocare ad un gioco da tavolo chiamato "Oh hell". Per entrare nell'appartamento della famiglia, Oliver e Mabel scorgono che la porta tra quell'appartamento e quello di Vince ha una serratura con codice e appartiene a qualcuno conosciuto col nome di "Dudenoff". Dopodiché Mabel scopre che una delle note lasciate da Sazz contiene un codice così la ragazza, insieme ad Oliver, decide di provarlo sulla serratura dell'appartamento di Dudenoff. I due entrano nell'appartamento e scoprono che le finestre si possono aprire, a differenza di tutte le altre nella zona ovest, e che nella vasca da bagno vi è un maialino. Nel frattempo, Charles piange la morte dell'amica e riceve la visita di Jan, evasa di prigione, che teme per l'incolumità di Sazz la quale, tempo prima, le aveva rivelato di aver paura che ci fosse un altro assassino che voleva uccidere Charles. Subito dopo Jan scappa prima che arrivi la polizia e Charles denuncia finalmente l'omicidio di Sazz. Mentre viene ispezionato l'inceneritore, il trio utilizza il luminolo per capire dove fosse caduto il corpo della donna e si scopre che aveva provato a scrivere sul pavimento tap in col proprio sangue. Nel frattempo, Oliver si rende conto che il codice per l'appartamento di Dudenoff è "Oh hell" scritto all'incontrario.
- Guest star: Desmin Borges (Alfonso), Jane Lynch (Sazz Pataki), Richard Kind (Vince Fish), Kumail Nanjiani (Rudy Thurber), Da'Vine Joy Randolph (Donna Williams), Daphne Rubin-Vega (Inez), Lilian Rebelo (Ana), Amy Ryan (Jan Bellows).

## Due per la strada
- Titolo originale: Two for the Road
- Diretto da: Chris Koch
- Scritto da: Ben Smith e Pete Swanson

### Trama
Con l'FBI che si occupa del caso di Sazz, la detective Williams decide di aiutare il trio nelle indagini, fornendo loro informazioni sull'arma usata dal cecchino. Contemporaneamente, Eugene, Zach ed Eva arrivano per studiare le caratteristiche del trio per il film. Trascorrendo la giornata con Oliver, Zach lo vede solo come un narcisista finché Howard non gli racconta dello spirito combattivo di Oliver nonostante i suoi fallimenti, dando a Zach una nuova prospettiva sulle profondità del personaggio. Nel frattempo, Mabel ed Eva indagano su Rudy Thurber, un residente dell'Arconia amante del Natale, dopo aver trovato un pezzo di lustrini nell'appartamento di Dudenoff. Sotto la provocazione di Eva, Rudy ammette di odiare il Natale, usa il tema solo per i suoi video da bodybuilder e rivela che il pezzo che hanno trovato non sono lustrini perché non è infiammabile. Altrove, Charles ed Eugene scoprono che Vince ha una foto di gruppo dei suoi vicini, con uno di loro che tiene in mano un maiale e ha la faccia barrata. Mabel decide di usare i diritti di occupazione abusiva per restare nell'appartamento di Dudenoff e costringerlo a tornare. Più tardi, il trio scopre una frequenza sulla radio amatoriale e contatta qualcuno che li avverte di interrompere le indagini.
- Special guest star: Zach Galifianakis (se stesso), Eugene Levy (se stesso), Eva Longoria (se stessa).
- Guest star: Jackie Hoffman (Uma Heller), Kumail Nanjiani (Rudy Thurber), Richard Kind (Vince Fish), Da'Vine Joy Randolph (Donna Williams).

## Professione pericolo
- Titolo originale: The Stunt Man
- Diretto da: Chris Koch
- Scritto da: Madeleine George

### Trama
Il trio scopre che Sazz è stata in un bar per stuntman la notte del suo omicidio, così Charles, Mabel e Oliver vi si recano per fare qualche domanda agli avventori. Con l'aiuto di Glen Stubbins, la controfigura di Ben Glenroy, Charles riesce a parlare con la dottoressa Maggie, il medico chiropratico del bar, che gli racconta che l'amica stava pensando di andare in pensione. Nel frattempo, dopo aver cercato di sfrattare Mabel dall'appartamento di Dudenoff, i residenti della torre ovest le confessano di essere affittuari illegali poiché tutti gli appartamenti dell'ala ovest sono affittati dal professor Dudenoff che vive in Portogallo ma permette loro di vivere nell'Arconia per soli 200 dollari al mese. Infine, rivelano anche che la persona alla radio era la ex ragazza paranoica di Rudy e che nessuno di loro aveva mai incontrato Sazz.
Charles partecipa al funerale di Sazz in qualità di controfigura dell'amica per permettere ai suoi amici stuntman di salutarla un'ultima volta. L'attore poi ricorda di quando Sazz gli aveva raccontato il suo sogno, ovvero quello di aprire un'accademia per insegnare alle future generazioni l'arte degli stuntman. Allora, con Oliver e Mabel, si dirige nel luogo dove Sazz avrebbe insegnato e lì il trio viene sorpreso da Bev che punta contro di loro una pistola.
- Special guest star: Paul Rudd (Glen Stubbins).
- Guest star: Desmin Borges (Alfonso), Catherine Cohen (Trina Brothers), Veanne Cox (Dr. Maggie), Richard Kind (Vince Fish), Jane Lynch (Sazz Pataki), Kumail Nanjiani (Rudy Thurber), Lilian Rebelo (Ana), Daphne Rubin-Vega (Inez), Molly Shannon (Bev Melon), Siena Werber (Tawny Brothers).

## Il ladro di orchidee
- Titolo originale: Adaptation
- Diretto da: Jessica Yu
- Scritto da: J. J. Philbin e Ella Robinson Brooks

### Trama
Bev spiega ai tre che stava cercando di investigare sulla morte di Sazz perché quest'ultima le aveva lasciato un messaggio preoccupante nella segreteria telefonica su alcuni problemi legati alla realizzazione del film. Sospettando che l'assassino sia qualcuno di connesso al film, Charles, Oliver e Mabel interrogano Marshall P. Pope, lo sceneggiatore, che dimostra di avere un alibi per la notte dell'omicidio. Inoltre, questi mette in dubbio la teoria di Charles secondo la quale l'assassino sia riuscito in soli 12 minuti ad uccidere Sazz e liberarsi del corpo partendo dall'ala ovest dell'Arconia. Anche Oliver propone una sua teoria su come si siano svolti i fatti, ma è peggiore di quella di Charles. Mabel, invece, nota dalle foto che i tre hanno fatto di nascosto alla troupe e al cast del film che qualcuno ha le stesse impronte di scarpe che sono state trovate all'interno dell'appartamento di Dudenoff, il luogo dove l'assassino ha sparato a Sazz. Allora i tre, durante il servizio fotografico per il film, si fanno aiutare da Eva Longoria a preparare una trappola per incastrare il colpevole: vengono lasciati a terra dei tappetini appiccicosi cosicché le impronte delle scarpe dei presenti vi rimangano impresse. Nel frattempo Charles si rende conto che l'omicidio è fattibile in 12 minuti a patto che gli assassini siano almeno due. Non appena i tre si rendono conto che le impronte delle scarpe di Twany e Trina Brothers sono quelle che cercano, improvvisamente si sente uno sparo e le luci si spengono.
- Special guest star: Paul Rudd (Glen Stubbins), Zach Galifianakis (se stesso), Eugene Levy (se stesso), Eva Longoria (se stessa).
- Guest star: Catherine Cohen (Trina Brothers), Teddy Coluca (Lester), Jin Ha (Marshall P. Pope), Jane Lynch (Sazz Pataki), John McEnroe (se stesso), Da'Vine Joy Randolph (Donna Williams), Molly Shannon (Bev Melon), Siena Werber (Tawny Brothers).

## Blow-Up
- Titolo originale: Blow-Up
- Diretto da: Jessica Yu
- Scritto da: Rick Wiener e Kenny Schwartz

### Trama
Si scopre che lo sparo ha colpito Zach Galifianakis così il trio capisce che il vero bersaglio è Oliver. La detective Williams poi informa i tre che Dudenoff non si trova in Portogallo bensì a New York, stando al tracciamento degli incassi degli assegni provvidenziali, e che è stato il professore di cinema delle sorelle Brothers. Dopodiché Williams manda i resti di Sazz a Charles il quale scopre che nella scatola che li contiene vi sono due omeri sinistri: deve per forza esserci stato un altro omicidio nel palazzo che Sazz aveva scoperto. I tre si confrontano con le sorelle Brothers che ammettono di essere state nell'appartamento dell'ex professore la notte dell'omicidio di Sazz, ma solo per fargli visita e piazzare delle telecamere nascoste per i dietro le quinte del film. Le sorelle restano devastate nell'apprendere, secondo l'identificazione della detective Williams, che l'altro omero appartiene proprio a Dudenoff. Nel frattempo, il trio riceve in contemporanea un messaggio che riporta "Vi tengo d'occhio" dal telefono di Sazz oltre a dei pezzi di registrazioni dei tre realizzate nei giorni passati. Capendo che l'assassino sta monitorando ogni loro mossa, Mabel, Charles e Oliver lasciano l'Arconia per cercare un posto sicuro.
- Nota: l'episodio è girato seguendo lo stile del girato di repertorio con scene registrate da diversi tipi di videocamere. La storia è inoltre divisa in quattro atti e presentata come un mockumentary delle sorelle Brothers.
- Special guest star: Paul Rudd (Glen Stubbins), Zach Galifianakis (se stesso).
- Guest star: Catherine Cohen (Trina Brothers), Griffin Dunne (Prof. Dudenoff), Jin Ha (Marshall P. Pope), Jackie Hoffman (Uma Heller), Richard Kind (Vince Fish), Kumail Nanjiani (Rudy Thurber), Da'Vine Joy Randolph (Donna Williams), Molly Shannon (Bev Melon), Siena Werber (Tawny Brothers).

## La valle delle bambole
- Titolo originale: Valley of the Dolls
- Diretto da: Shari Springer Berman e Robert Pulcini
- Scritto da: Matteo Borghese e Rob Turbovsky

### Trama
I tre si nascondono a Long Island, nella casa della sorella di Charles, Doreen. Mentre sono in viaggio, Mabel avverte Howard di non rivelare a nessuno dove si trovano, ma poco dopo il trio viene raggiunto da Bev e dagli attori. Giunge pure Loretta che coglie in flagrante Doreen mentre sta cercando di sedurre Oliver quindi le due si azzuffano. Dopodiché Charles parla con sua sorella e i due fanno pace giurando di farsi visita più spesso. nel frattempo, Loretta e Oliver discutono del futuro della loro relazione e la donna accetta la proposta di matrimonio.
Cercando di aiutare nell'investigazione, gli attori ipotizzano che l'assassino stia lasciando lettere minatorie nell'Arconia sin dalla prima stagione del podcast e che gli indizi che Sazz aveva raccolto sembrerebbero confermare questa teoria. Infine, Howard chiama i tre per rivelare loro che a ritirare gli assegni provvidenziali a nome di Dudenoff sono proprio gli inquilini della torre ovest.
- Special guest star: Meryl Streep (Loretta Durkin), Zach Galifianakis (se stesso), Eugene Levy (se stesso), Eva Longoria (se stessa).
- Guest star: Desmin Borges (Alfonso), Richard Kind (Vince Fish), Jason Kravits (Big Mike), Melissa McCarthy (Doreen), Kumail Nanjiani (Rudy Thurber), Lilian Rebelo (Ana), Daphne Rubin-Vega (Inez), Molly Shannon (Bev Melon).

## I prigionieri dell'oceano
- Titolo originale: Lifeboat
- Diretto da: Shari Springer Berman e Robert Pulcini
- Scritto da: Kristin Newman e Jake Schnesel

### Trama
I residenti della torre ovest organizzano un incontro con il trio e gli attori per scagionare i loro nomi dalle indagini sull'omicidio. Raccontano di come sono diventati amici e hanno ricevuto aiuti finanziari da Dudenoff prima che si trasferisse in Portogallo qualche anno prima. Dubitando della loro versione dei fatti, Mabel fa entrare Helga dopo averla identificata nella foto di gruppo di Vince come un'altra amica di Dudenoff, e racconta di quanto gli altri abbiano cominciato a comportarsi in modo sospetto dopo l'inizio del podcast Only Murders in the Building. A questo punto gli inquilini mostrano un video realizzato da Dudenoff che rivela l'intera storia: Dudenoff ha scoperto di essere malato terminale, quindi si è suicidato, ma ha chiesto ai suoi amici di nascondere la sua morte a Helga e alle autorità per il bene di tutti loro. Per compassione, Mabel decide di non usare queste informazioni nel loro podcast, anche se ciò li lascia senza una pista. Helga, tuttavia, li informa che Sazz l'ha contattata durante le sue indagini e ha menzionato che la sua ex controfigura si è rivelata pericolosa. Grazie alla descrizione di Helga, il trio capisce che si tratta di Glen Stubbins
- Nota: Il nome dell'episodio è un omaggio al film di Alfred Hitchcock, Prigionieri dell'oceano.
- Special guest star: Paul Rudd (Glen Stubbins), Zach Galifianakis (se stesso), Eugene Levy (se stesso), Eva Longoria (se stessa).
- Guest star: Desmin Borges (Alfonso), Griffin Dunne (Prof. Dudenoff), Richard Kind (Vince Fish), Kumail Nanjiani (Rudy Thurber), Lilian Rebelo (Ana), Daphne Rubin-Vega (Inez), Alexandra Templer (Helga).

## Fuga dal pianeta Klongo
- Titolo originale: Escape From Planet Klongo
- Diretto da: Jamie Babbit
- Scritto da: Ben Smith e Alex Bigelow

### Trama
Il trio scopre che Glen ha effettivamente sostituito il "protetto" di Sazz dopo che è stato licenziato da Progetto Ronkonkoma, il film a cui hanno lavorato. Scoprendo che Ron Howard ha diretto quel film il trio lo cerca, ma non riesce a rintracciarlo sul set del suo nuovo film. Nel frattempo, Glen viene ucciso prima che Mabel possa fargli domande sul protetto di Sazz. Charles e Oliver alla fine incontrano Ron Howard in un ristorante, che si rivela essere una vecchia conoscenza di Oliver. Racconta che il protetto di Sazz si chiamava Rex Bailey e mostra loro una sua foto. Nello stesso momento, Mabel scopre che la scatola di birre di Sazz, che ha portato con sé la notte del suo omicidio, contiene la sceneggiatura originale del film "Only Murders in the Building" che è stata scritta da Sazz stessa. Quando Marshall arriva per discutere di alcune modifiche alla sceneggiatura con Mabel, Charles e Oliver lo identificano come Rex Bailey e inviano queste informazioni con un messaggio a Mabel: messaggio letto da Marshall, nel momento stesso in cui Mabel gli chiede perché sulla sceneggiatura c'è il nome di Sazz.
- Special guest star: Paul Rudd (Glen Stubbins).
- Guest star: Adam Enright (responsabile delle comparse), Jin Ha (Marshall P. Pope), Ron Howard (se stesso), Jane Lynch (Sazz Pataki), Molly Shannon (Bev Melon).

## Il matrimonio del mio migliore amico
- Titolo originale: My Best Friend's Wedding
- Diretto da: Jamie Babbit
- Scritto da: John Hoffman e J. J. Philbin

### Trama
Dopo aver scoperto la verità su Marshall, Mabel viene tenuta in ostaggio dal sedicente sceneggiatore mentre Charles e Oliver scoprono che la loro amica è in pericolo e cercano di salvarla con un rocambolesco passaggio sui cornicioni (aiutati da Vince e Rudy che distraggono l'assassino).
Puntandogli addosso la sparachiodi di Eva Longoria e la sua stessa pistola, i tre podcaster fanno confessare Marshall: lui era da sempre un aspirante sceneggiatore, tuttavia incapace; dopo aver letto la sceneggiatura di Sazz, che era invece ottima, decise di rubarla e riuscì a venderla a Bev, ma quando Sazz lo scoprì lo informò di volerlo dire a Charles, così il ragazzo decise di spararle dal lato ovest del palazzo, per poi recarsi, attraverso i cornicioni, nell'appartamento di Charles dove guardò Sazz morire. Al termine della confessione, lo sceneggiatore riesce a impadronirsi di nuovo della propria arma e minaccia di uccidere i tre protagonisti, ma prima di riuscirci viene assassinato da Jan, che gli spara dalla finestra di casa di Charles (dove era rimasta nascosta per tutta la stagione), per poi essere arrestata. Il film viene quindi finalmente prodotto (con maggiore emozione dopo aver scoperto essere stato scritto da Sazz) e il matrimonio di Oliver e Loretta può finalmente compiersi, con tutti i vicini e i cari amici dei due presenti. Loretta deve tuttavia trasferirsi in Nuova Zelanda per la sua serie e insieme decidono che Oliver rimarrà a New York, per stare con i due amici. Al termine del matrimonio, Mabel e Charles vengono avvicinati da una donna, che chiede loro di indagare sulla scomparsa (forse morte) del marito, che sarebbe legata al condominio. Dopo di ciò, i tre amici camminano sereni tra le sedie del matrimonio, quando scoprono con orrore il cadavere di Lester, il portiere dell'Arconia, immerso nell'acqua della fontana.
- Special guest star: Meryl Streep (Loretta Durkin), Zach Galifianakis (se stesso), Eugene Levy (se stesso), Eva Longoria (se stessa).
- Guest star: Ryan Broussard (Will Putnam), Catherine Cohen (Trina Brothers), Teddy Coluca (Lester), Jin Ha (Marshall P. Pope), Jackie Hoffman (Uma Heller), Richard Kind (Vince Fish), Téa Leoni (Sofia Caccimelio), Jane Lynch (Sazz Pataki), Kumail Nanjiani (Rudy Thurber), Amy Ryan (Jan Bellows), Jeremy Shamos (Dickie Glenroy), Molly Shannon (Bev Melon), Siena Werber (Tawny Brothers).